# Замок Хартенфельс
Замок Хартенфельс (нем. Schloss Hartenfels) — одна из крупнейших полностью дошедших до наших дней немецких княжеских резиденций эпохи раннего Ренессанса в городе Торгау в федеральной земле Саксония.
Строительство замка было начато после Лейпцигского раздела 1485 года под руководством Конрада Пфлюгера (ученика Арнольда Вестфальского — строителя Альбрехтсбурга) и закончено в начале XVI века под руководством Конрада Кребса (1492—1540). Вплоть до 1547 года Хартенфельс служил основной резиденцией эрнестинской линии Веттинов.
Одной из отличительных черт замка является пристроенная с внутренней стороны флигеля Иоганна Фридриха 20-метровая лестничная башня, представляющая собой шедевр немецкого Ренессанса. По образу и подобию Хартенфельса бранденбургский курфюрст Йоахим Гектор распорядился выстроить собственную резиденцию в центре Берлина.
В историко-культурном плане важное место занимает замковая капелла, возведённая в 1543—1544 годах по проекту Николауса Громанна, и освящённая Лютером в 1544 году; она стала тем самым первой церковью, изначально созданной для протестантских богослужений (прежде для этого переоборудовались католические церковные здания).
После Шмалькальденской войны Хартенфельс, вместе с курфюршеским титулом и прочими земельными владениями, перешёл к альбертинской линии Веттинов. С переносом альбертинской резиденции из Майсена в Дрезден замок стал использоваться, прежде всего, для местных административных нужд, и лишь время от времени служил кратковременным местопребыванием двора.
13 апреля 1627 года здесь по случаю свадьбы Софии Элеоноры Саксонской с гессенским ландграфом Георгом II состоялась премьера первой немецкой оперы «Дафна» на музыку Генриха Шютца и либретто Мартина Опица (партитура утрачена).
В 1711 году в Хартенфельсе царь Пётр I пышно отпраздновал свадьбу своего наследника Алексея Петровича с брауншвейгской принцессой Шарлоттой.
По итогам Венского конгресса 1815 года замок отошёл Пруссии, вернувшись в состав Саксонии после Второй мировой войны.
В настоящее время в стенах замка располагаются постоянная экспозиция «Государственных замков и дворцов Саксонии», посвящённая придворной культуре XV—XVII веков, художественная галерея и администрация Северной Саксонии.

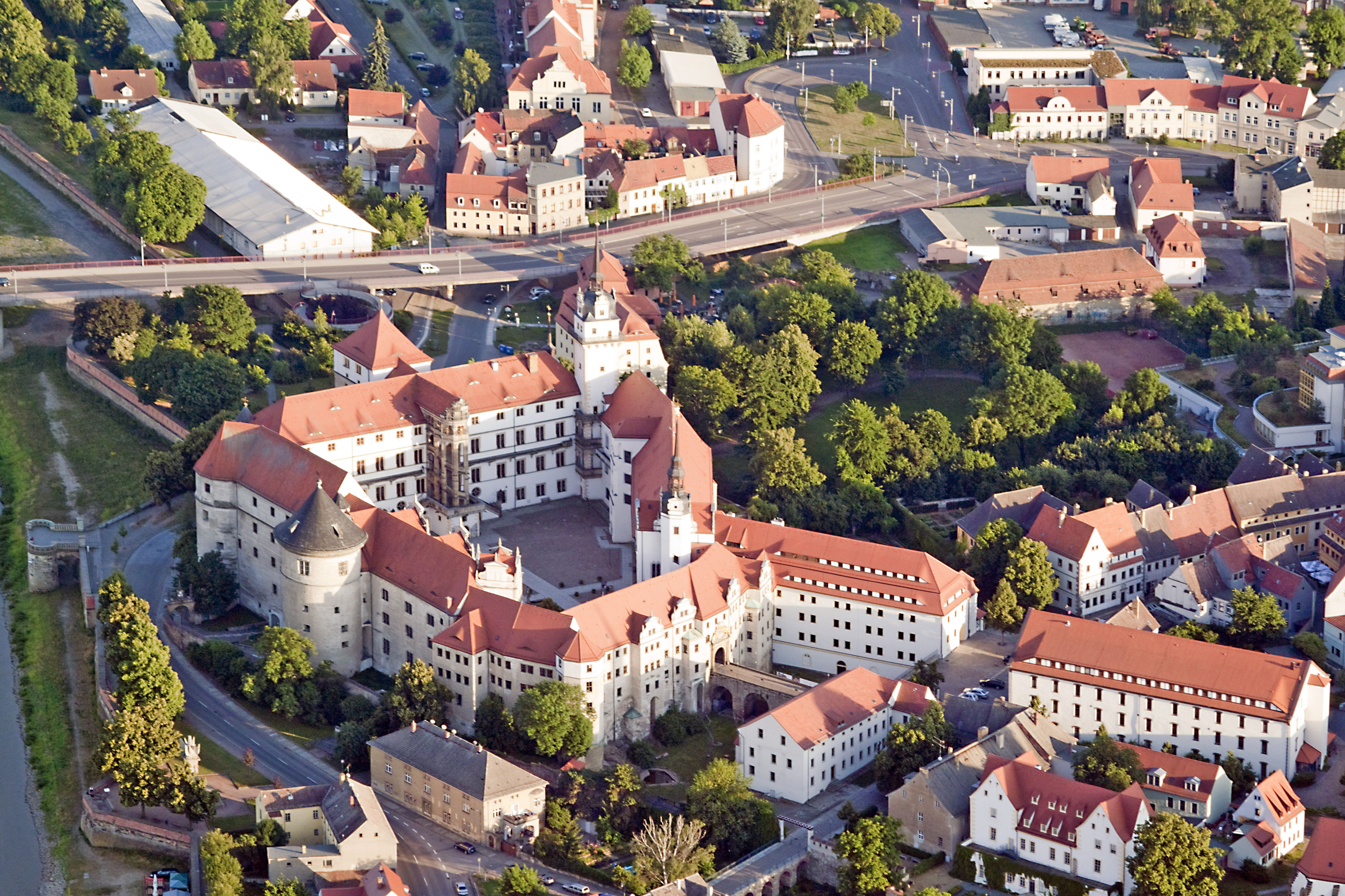
Вид с высоты птичьего полёта
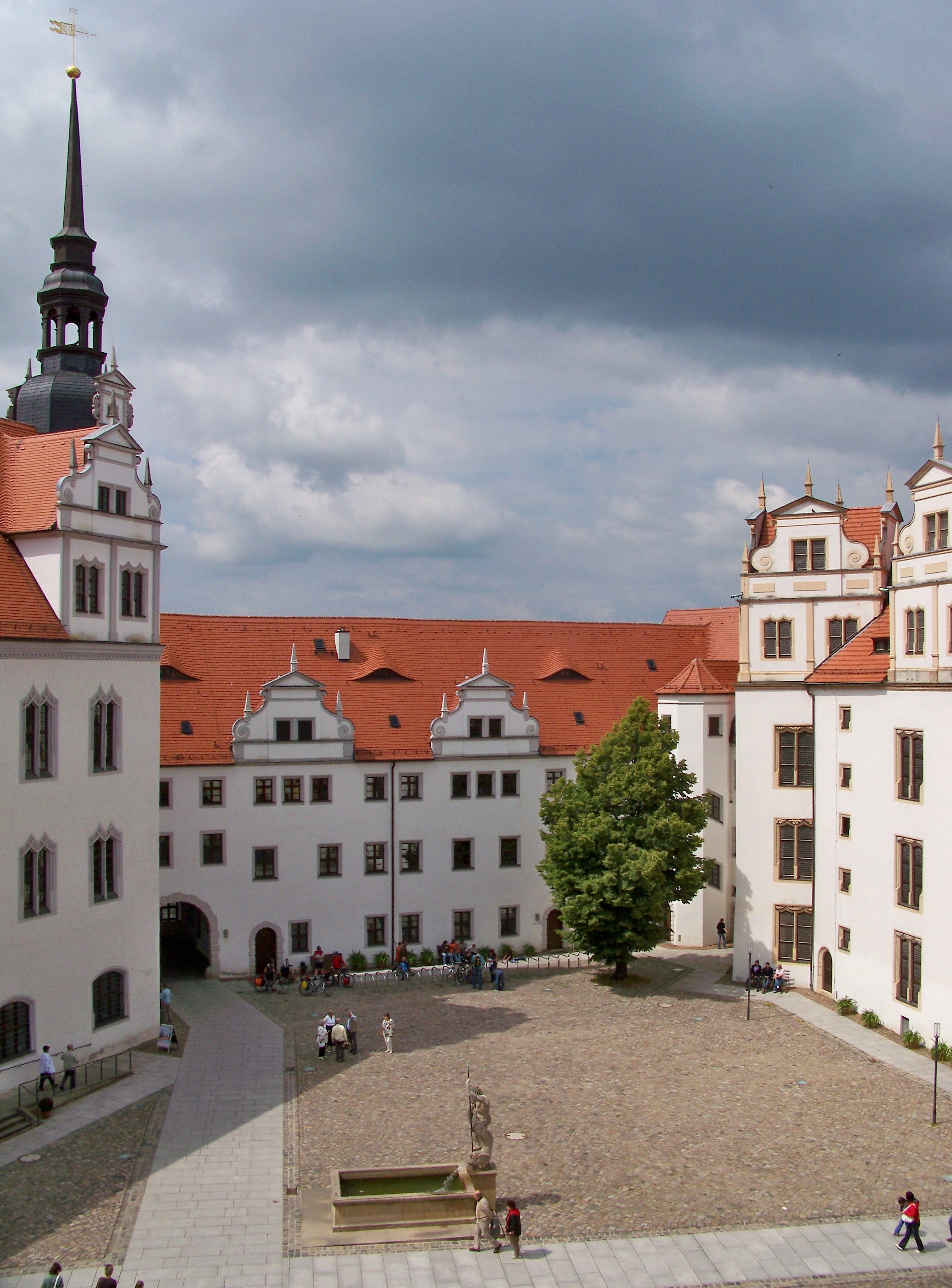
Внутренний двор
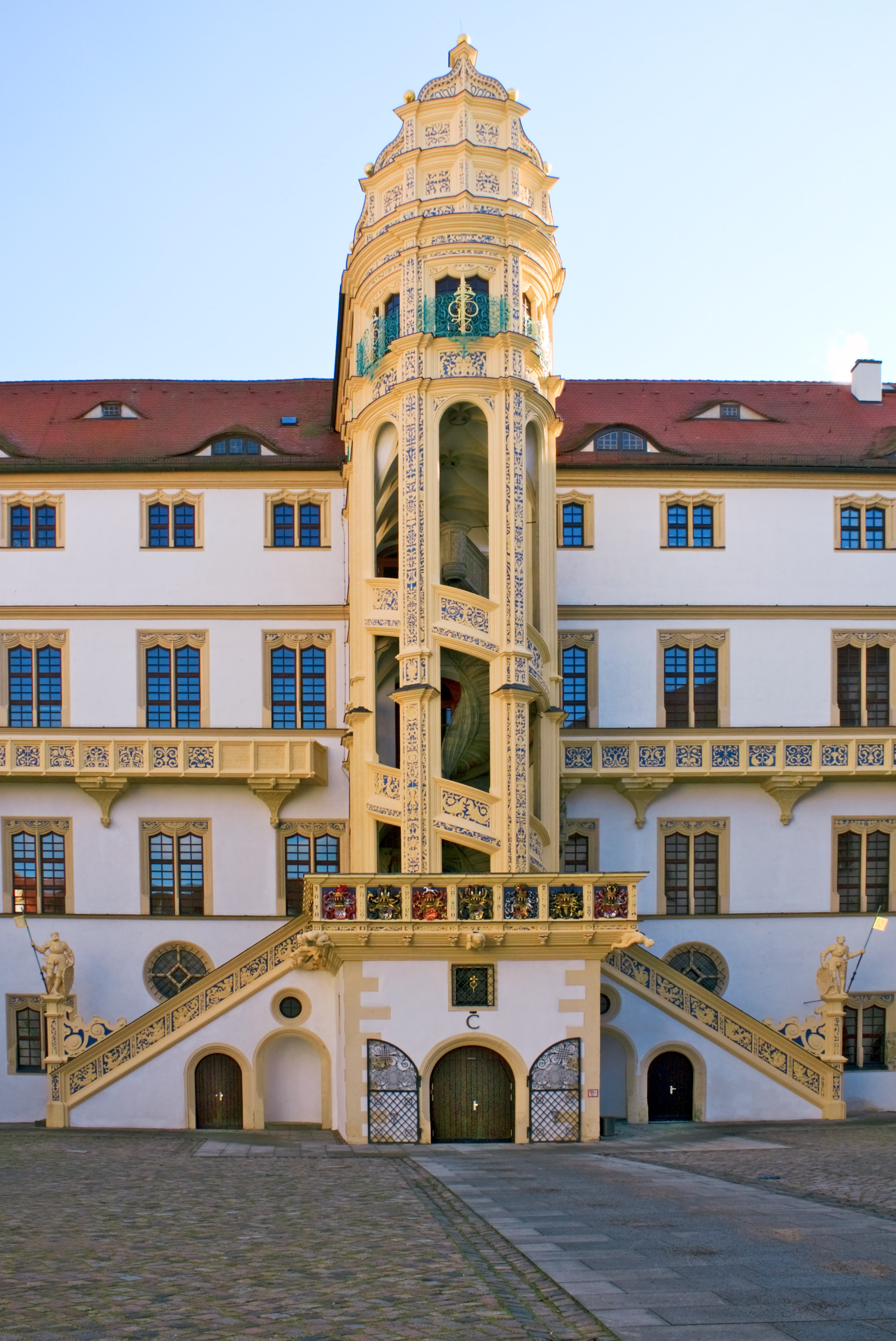
Ренессансная лестница
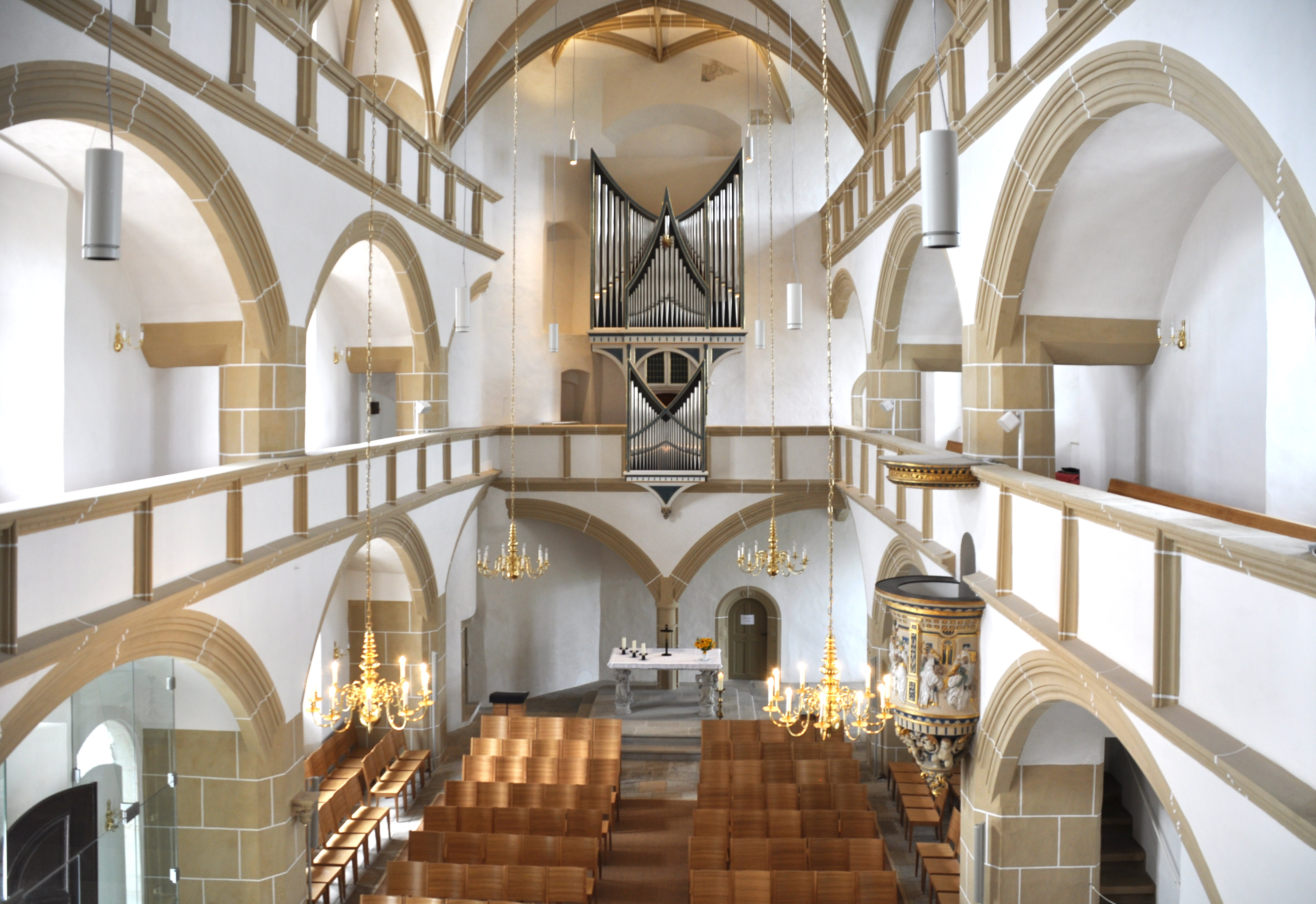
Замковая капелла